# Gaius Iulius Caesar Strabo Vopiscus
Gaius Iulius Caesar Strabo Vopiscus (* um 130 v. Chr.; † 87 v. Chr. in Rom) war ein Politiker der späten römischen Republik. Er schrieb Tragödien im griechischen Stil und galt Cicero zufolge als humorvoller Redner. Seine Reden beeinflussten auch den späteren Diktator, seinen Verwandten Gaius Iulius Caesar. Aufsehen erregte er durch seinen Versuch, Konsul zu werden, ohne vorher wie vorgeschrieben die Prätur bekleidet zu haben. Er starb wie sein Bruder Lucius bei der Eroberung Roms durch die Truppen des Marius.

## Leben
Caesar Strabo wurde um 130 v. Chr. als Sohn des römischen Patriziers Lucius Iulius Caesar und einer Popilia geboren. Sein älterer Bruder, der ebenfalls Lucius Iulius Caesar hieß, war Konsul des Jahres 90 v. Chr. und einer der einflussreichsten Politiker seiner Zeit. Sextus, der 91 v. Chr. das Konsulat innehatte, und Gaius Iulius Caesar, der Vater des gleichnamigen Diktators, waren wohl seine Neffen. Die Familie der Iulii Caesares, die ihre Herkunft auf Iulus, den Sohn des Aeneas, und damit auf die Göttin Venus zurückführte, war während der unruhigen Zeiten nach den Reformversuchen der Gracchen und dem Aufstieg des Gaius Marius zu politischer Bedeutung gelangt. Auch Iulius Caesar Strabo Vopiscus schlug eine politische Karriere ein.
Zunächst gehörte er einem Gremium an, das die Umsetzung der lex frumentaria überwachte, eines vom Volkstribun Lucius Appuleius Saturninus 103 v. Chr. vorgeschlagenen Agrargesetzes. Um 100 v. Chr. war er zweimal Militärtribun. Spätestens 99 v. Chr. wurde er pontifex (Priester). Anschließend bekleidete er die Ämter des cursus honorum in der üblichen Reihenfolge: Spätestens 96 v. Chr. war er Quästor, 90 v. Chr. kurulischer Ädil. Währenddessen war der Bundesgenossenkrieg zwischen Rom und seinen italischen Verbündeten ausgebrochen. Caesar Strabos Neffe Sextus starb bei der Belagerung der Stadt Asculum, sein Bruder Lucius versuchte, die Lage durch die Verleihung des römischen Bürgerrechts an die Städte, die sich nicht gegen Rom erhoben hatten, zu entschärfen. Das Angebot wurde im darauffolgenden Jahr sogar noch auf kompromissbereite Gegner Roms ausgeweitet.
Im Osten hatte König Mithridates von Pontos derweil die Kontrolle über weite Teile Kleinasiens an sich gerissen. Die Römer beauftragten erst den Feldherrn Sulla, dann dessen Rivalen Marius mit seiner Bekämpfung (siehe Mithridatische Kriege). Der um sein Kommando gebrachte Sulla marschierte nach Rom und vertrieb die Anhänger des Marius, der ins Exil gehen musste. Gaius Iulius Caesar Strabo bewarb sich, offenbar unterstützt vom neuen starken Mann Sulla, um das Konsulat (wohl für 88 v. Chr., eventuell für 87 v. Chr.), ohne vorher Prätor gewesen zu sein. Dieses regelwidrige Ansinnen sorgte für viel böses Blut in der römischen Oberschicht. Kaum hatte Sulla Rom verlassen, eroberte Marius 87 v. Chr. mit Hilfe des ebenfalls verbannten Lucius Cornelius Cinna die Stadt. Dabei kam es zu blutigen Straßenkämpfen, denen Caesar Strabo und sein Bruder Lucius zum Opfer fielen.

## Werk
Caesar Strabo war nicht nur Politiker, sondern auch ein bekannter Autor und Redner. Er schrieb eine Reihe von Tragödien mit griechischen Themen, von denen nur noch drei Fragmente erhalten sind (Adrastus, Tecmesa und Teutras). Zudem war er ein geschickter Redner, der für seinen Witz und seinen Humor bekannt war. Noch eine Generation später ließ ihn Cicero in seinem Dialog De oratore („Über den Redner“) auftreten, in dem er Caesar Strabo die Bedeutung des Humors für eine gute Rede unterstreichen ließ. Seine Redekunst soll auch den jungen Gaius Iulius Caesar beeinflusst haben, der als Kind die Reden seines Großonkels hörte und sich später bei seinen eigenen Ansprachen an dessen Stil orientierte.